# Le Magistral

## Présentation
Émission-jeu d'Europe 1, animé par Pierre Bellemare, Le Magistral est un jeu de connaissance portant sur différents thèmes. Plusieurs possibilités de jeu sont offertes aux joueurs.
(c) Habourdin International 1984. Licence SEVEN TOWINS Ltd. UK.

## Caractéristiques techniques
- Nombre illimité de joueurs
- 10 ans et plus
- 1 000 cartes permettant de tester ses connaissances avec 10 000 questions
- Pas de plateau de jeu ni de pions

## Les thèmes et les couleurs
Les thèmes se comptent au nombre de 10 :
- Célébrités (sable)
- Animaux du monde (vert)
- Culture générale (rose)
- Arts (gris)
- Sports et jeux (orange)
- Sciences (bleu)
- Spectacle (olive)
- Géographie (violet)
- Histoire (lilas)
- Questions pièges (jaune)

## Le niveau de difficulté
Chaque carte compte 10 questions sur le recto et 10 réponses associées sur le verso. Le niveau de difficulté d'une carte se juge sur la position de la question sur la carte. Les questions 1, 2, 3 et 4 valent 2 points, les questions 5, 6 et 7 valent 4 points et les questions 8, 9 et 10, les plus difficiles, valent 7 points.

## Les jeux
Le Magistral propose 4 jeux différents avec le même set de cartes :

### Le Magistral
Principe du jeu : le joueur dispose d'un temps de réponse d'une minute. Il doit, dans ces 60 secondes, s'efforcer de répondre aux 10 questions qui lui sont posées. Chaque bonne réponse lui rapporte des points. Chaque mauvaise réponse lui fait perdre du temps.
Déroulement : le Maître du jeu prend une carte de chacun des thèmes et les mélange. Il indique ensuite au joueur l'ordre dans lequel les questions lui seront posées (par exemple : histoire, puis sport, puis géographie, etc.). Une fois l'ordre fixé, le Maître du jeu proposera le 1er sujet. Pour chaque thème, le joueur choisira avant que la question ne lui soit posée le degré de difficulté de celle-ci en demandant 2 points, 4 points ou un "Magistral" (valant 7 points).
Note : dès que la question est posée, le chronomètre démarre. Il s'arrête dès que la réponse est donnée ou dès que le joueur dit "STOP". La première manche s'arrête quand le joueur a épuisé les 10 questions ou quand la minute est écoulée. Pour gagner la première manche, le joueur doit totaliser un minimum de 37 points. S'il y réussit, il a le droit de rejouer une nouvelle minute de jeu et cela autant de fois qu'il totalisera au moins 37 points. S'il échoue, on totalise tous ses points et son score servira de référence aux autres joueurs: ce sera le record à battre. On passe alors au joueur suivant.

### Le jeu des10 000
Les joueurs choisissent un Maître du jeu, celui-ci tient ce rôle pendant la durée d'un tour complet pendant lequel il questionne chaque joueur à tour de rôle. Chaque joueur décide à son tour la série et le niveau de difficulté de chaque question. Le joueur demande par exemple "Histoire 6", le Maître du jeu lit la question 6 de la carte supérieure du paquet Histoire. Si un joueur A répond correctement, il gagne le nombre de points correspondant et continue à jouer de la même façon jusqu'à un maximum de 3 cartes. Si le joueur A ne sait pas répondre ou donne une réponse fausse, la même question est posée au joueur suivant B qui bénéficie ainsi de la possibilité de gagner cette carte. Si B répond correctement, il marque ses points: le tour de A est fini et le Maître du jeu passe alors au joueur B. Si B ne répond pas, la question sera posée à C, et ainsi de suite. Quelle que soit la personne qui répondra à cette question, ce sera ensuite au tour de B de jouer. Si aucun joueur ne peut répondre, la carte est gagnée par le Maître du jeu qui gagne 2 points quelle que soit la valeur de la question. Lorsque tous les joueurs ont terminé leur tour, la Maîtrise du jeu change de mains. Le gagnant est le premier joueur à marquer 50 points avec des cartes d'au moins 7 séries différentes et sans qu'aucune série n'en compte plus de 4.

### Le jeu des1 000
Ce jeu se déroule de la même façon que le jeu précédent, mais ne porte que sur un seul thème choisi communément par les joueurs. Chaque joueur pose une question en fonction du degré de difficulté qu'il choisit. Le gagnant est le premier joueur qui marque 30 points.

### Le jeu à handicap
Les règles de ce jeu sont identiques à celles du jeu des 10 000, mais chaque joueur choisit un handicap. Il ne lui sera posé alors que des questions du degré de difficulté choisi par lui. Quand un joueur répond correctement, il pose devant lui la carte qu'il vient de remporter. Le gagnant est le premier joueur à obtenir 15 cartes dans un moins 7 sections différentes et sans qu'aucune d'entre elles ne compte plus de 4 cartes.